# Печчи, Эральдо
Эра́льдо Пе́ччи (итал. Eraldo Pecci; 12 апреля 1955, Сан-Джованни-ин-Мариньяно) — итальянский футболист, полузащитник. Выступал за сборную Италии. По завершении игровой карьеры — спортивный обозреватель.
Известен по выступлениям за клубы «Торино» и «Фиорентина», а также национальную сборную Италии. Обладатель кубка Италии и чемпион Италии.

## Карьера
Воспитанник футбольной школы «Болоньи». Профессиональную футбольную карьеру начал в 1973 году в основной команде этого же клуба, проведя там два сезона, и приняв участие в 34 матчах чемпионата. За  время выступлений в составе «Болоньи» стал обладателем Кубка Италии.
Своей игрой за эту команду привлек внимание представителей тренерского штаба «Торино», к составу которого присоединился в 1975 году. Сыграл за Туринскую команду следующие шесть сезонов своей игровой карьеры. В составе «Торино» завоевал титул чемпиона Италии.
В 1981 году заключил контракт с клубом «Фиорентина», в составе которой провел следующие четыре года своей карьеры. Впоследствии с 1985 по 1989 год играл в составе команд клубов «Наполи» и «Болонья».
Завершил профессиональную игровую карьеру в клубе «Ланеросси», за которую выступал в течение 1989-1990 годов.

## Международная карьера
В 1977 году привлекался в состав молодёжной сборной Италии. На молодёжном уровне сыграл в 2 официальных матчах.
В 1975 году впервые вышел на поле в официальных матчах в составе национальной сборной Италии. В составе сборной был участником чемпионата мира 1978 года в Аргентине.

## Достижения
- Обладатель Кубка Италии: 
  - «Болонья»: 1974
- Чемпион Италии: 
  - «Торино»: 1975/76